# Adambier

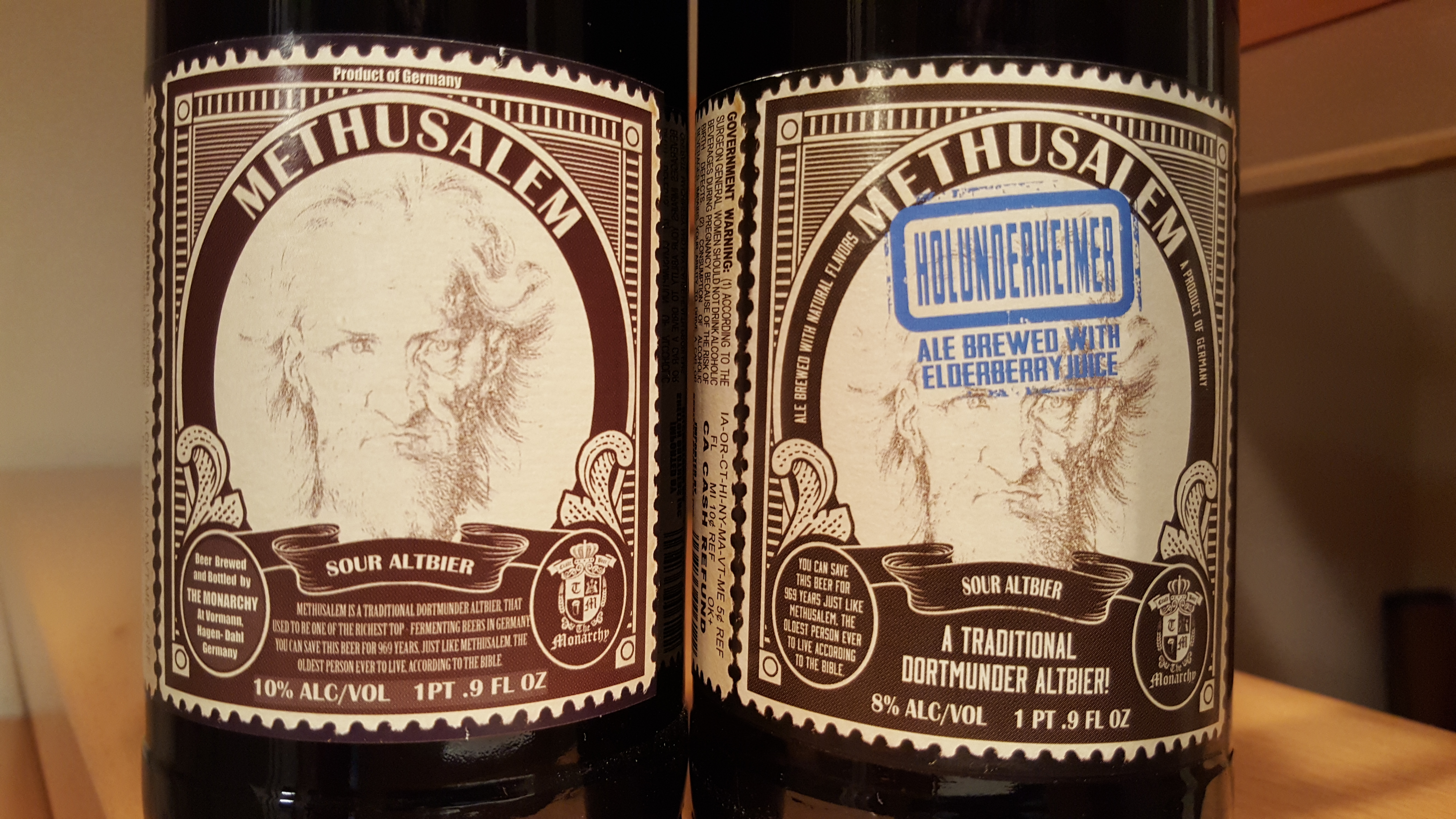
Adambier als historisches Sauerbier (links)

Adambier ist eine leichtsäuerliche historische Biersorte aus Dortmund, die obergärig mit einem hohen Stammwürzegehalt eingebraut und traditionell vor der Abfüllung bis zu zwei Jahre gelagert wird. Historisch wurde der Biertyp auch als Dortmunder Altbier bezeichnet.
Auf einem Etikett von 1864 wurde es wie folgt beschrieben:
Das Adambier ist ein sehr kräftiges, dabei aber mild und angenehm schmeckendes, weinartiges Getränk; es hat in der Regel bei der Versendung schon ein Alter von zwei Jahren, kann ferner dann noch jahrelang aufbewahrt werden und wird durch das Lagern immer besser. In geringem Maße genossen, ist es ein ganz vorzügliches Getränk für schwache, entkräftete Personen; …
Chemische Analysen von 1889 zeigten eine Stammwürze von 18° Balling, 7,38 % Alkoholgehalt nach Gewicht (9,4 % Alkoholgehalt nach Volumen) sowie einen erhöhten Milchsäuregehalt, der etwa der Hälfte von Lambic-Bieren dieser Zeit entsprach. Im Gegensatz zu anderen Sauerbieren war dieser Biertyp stark gehopft und entwickelte seine Säure durch eine lange Nachgärung von mindestens einem Jahr.
Das Wort Adambier ist von der wiederbelebten Dortmunder Bergmann Brauerei markenrechtlich geschützt worden, so dass andere Brauereien in Deutschland wie The Monarchy, die ein Adambier brauen, es unter alternativen Bezeichnungen wie Methusalem vertreiben.